# Bohyně 390 km v hodině
Bohyně 390 km v hodině byla socha umístěná na karlovském předmostí u Nuselského mostu na Novém Městě v Praze 2.

## Historie
Autorem sochy je Jan Boháč, který ji poprvé veřejnosti představil v červnu 2010 na náplavce pod Rašínovým nábřežím v rámci projektu Vezmi svoji sochu v neděli k vodě, který pořádal ateliér Socha II VŠUP. Poté stála na Jiráskově náměstí, na staré nefungující kašně u sochy Aloise Jiráska. Dne 10. srpna 2010 byla přemístěna radou městské části Praha 2 na karlovském předmostí u Nuselského mostu. Socha měla upozorňovat na přebujelou automobilovou dopravu, kdy se pro velké množství lidí auto stalo středobodem jejich života.

## Popis
Socha má podobu ženy, stojící na podstavci v podobě pneumatiky. Téměř celá je vyrobena z betonu, pouze ošacení pochází z cyklistických odrazových skel. V ruce drží „halapartnu“ vytvořenou úpravou dopravní značky.